# Aquilaria
Aquilária (em latim: Aquilaria) é um dos gêneros da família das timeleáceas, nativo do sudoeste da Ásia. Ocorre particularmente nas florestas da Indonésia, Tailândia, Camboja, Laos, Vietnã, Malásia, Índia, Filipinas, Bornéu e Nova Guiné. As árvores desse gênero têm entre 6 e 20 m de altura. Possuem flores que são amarelo-esverdeadas e frutos com cápsula de 2,5 a 3 cm.
O gênero é mais conhecido como o principal produtor de resina de pau-de-águila, principalmente o Aquilaria malaccensis. O desmatamento das árvores silvestres resultou em árvores que estão sendo listados e protegidos como uma espécie ameaçada.
Alguns projetos estão em andamento em alguns países do sudeste asiático para produzir árvores aquilárias de forma sustentável.

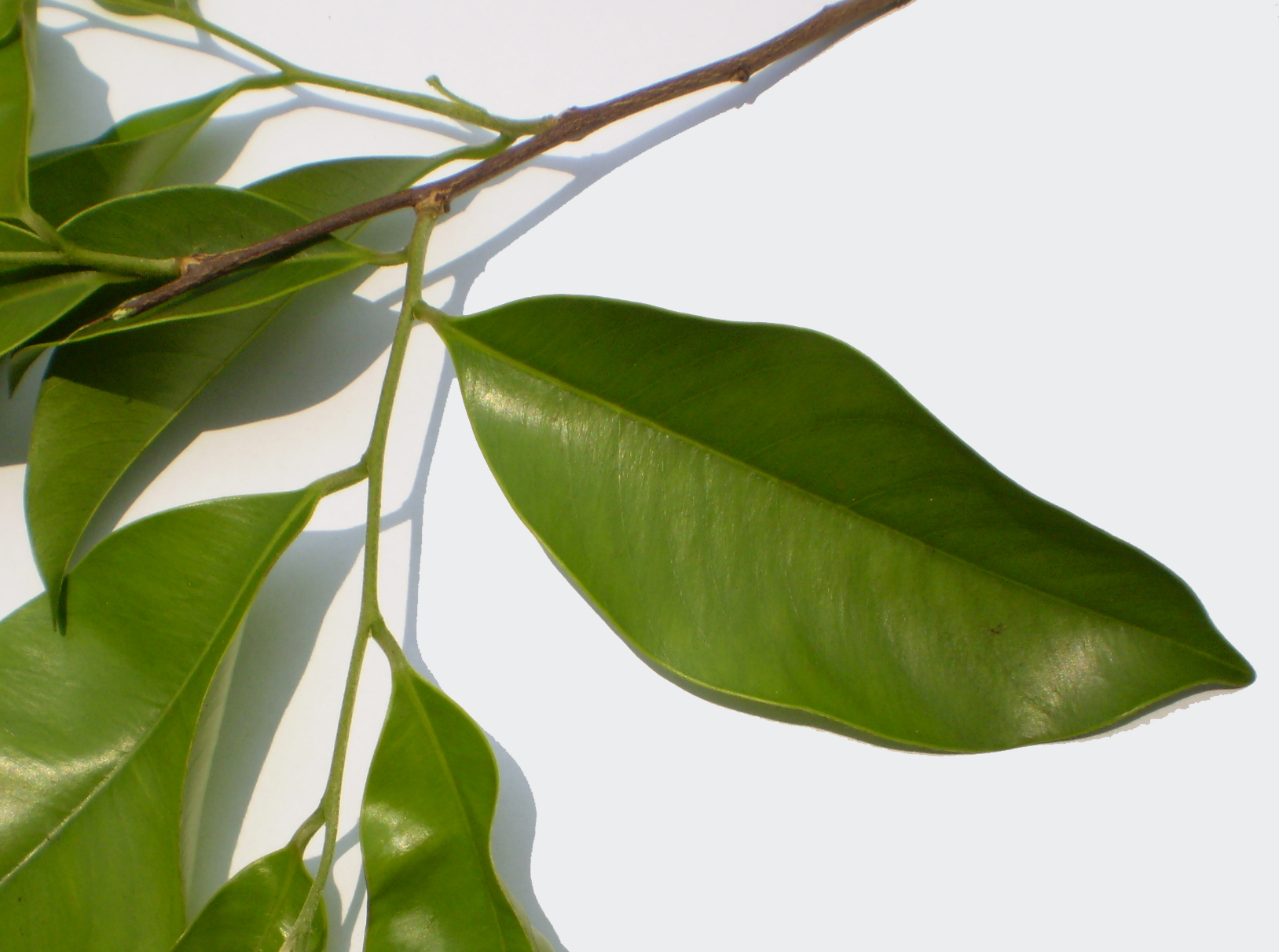
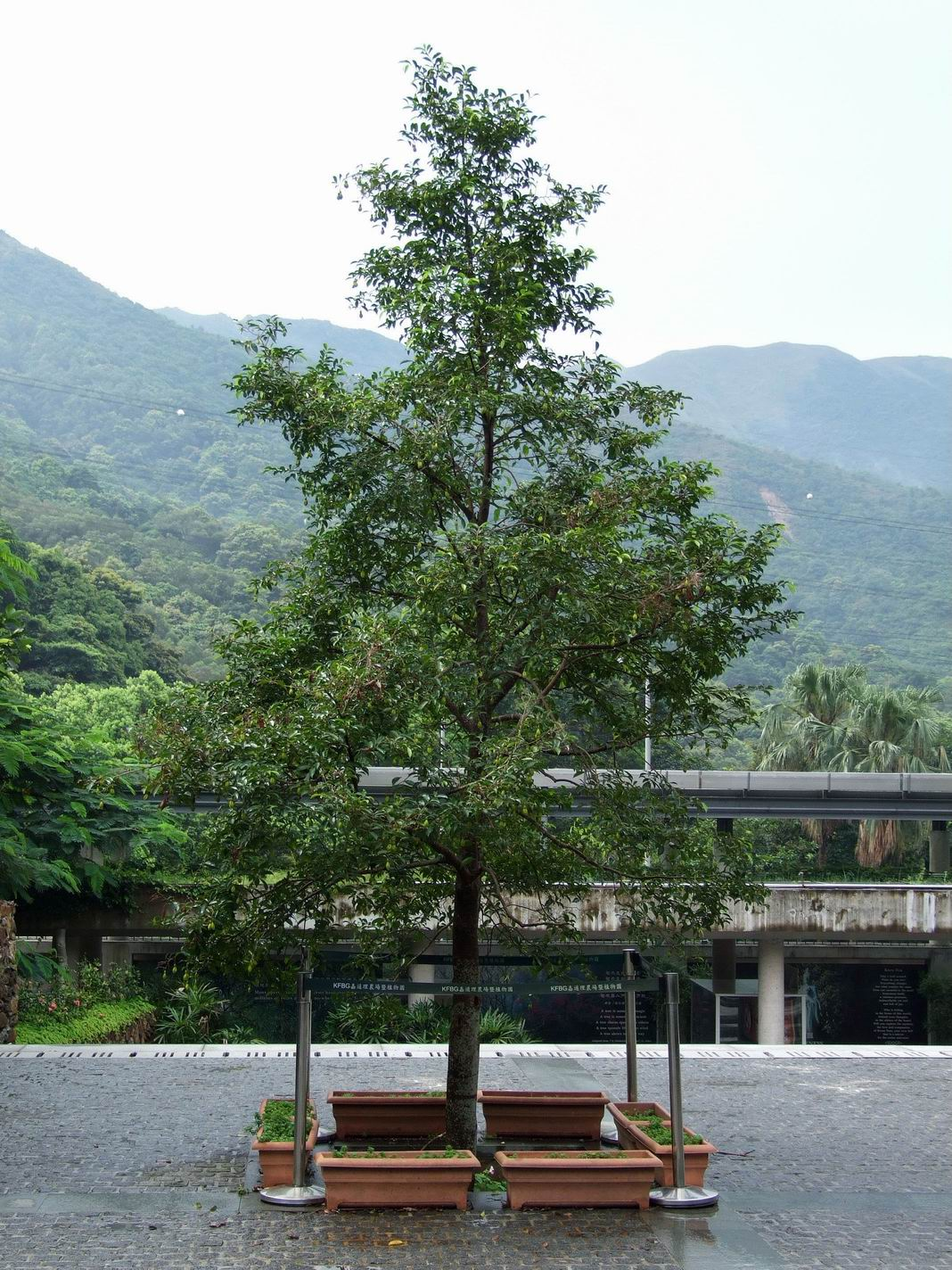
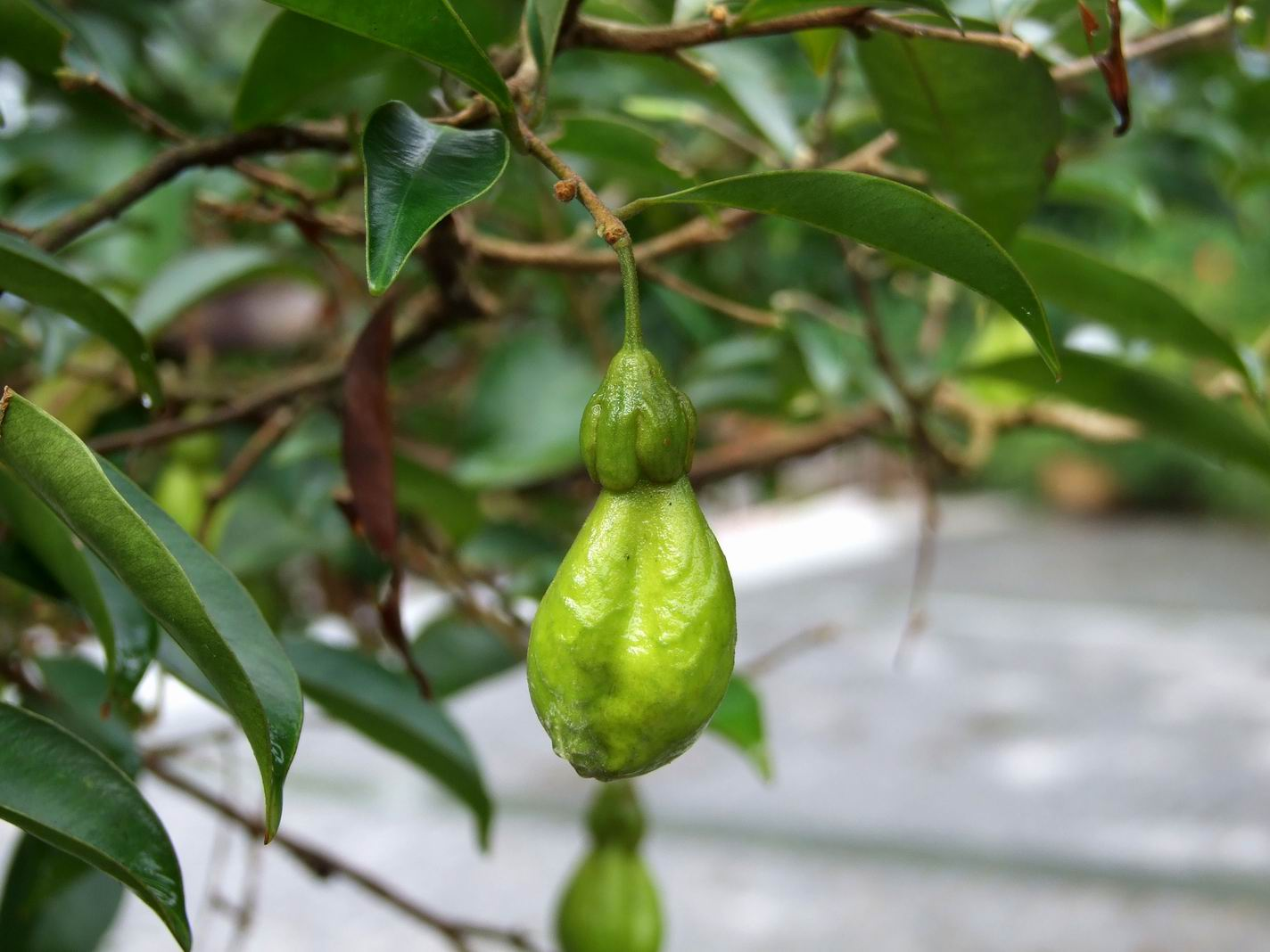

## Espécies

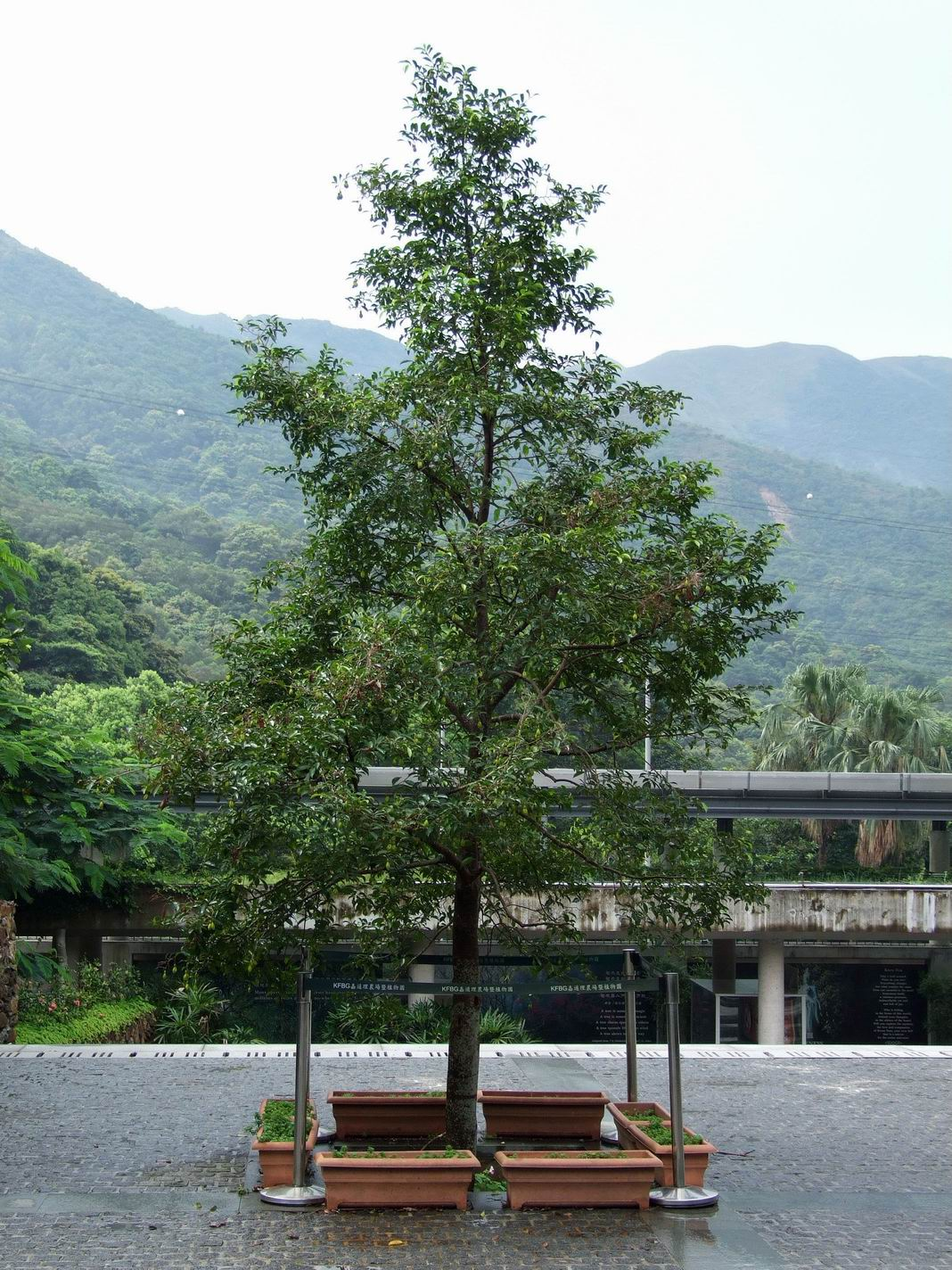

- A. acuminata (Merr.) Quisumb., 1946, originalmente Gyrinopsis acuminata
- A. apiculata Merr., 1922
- A. baillonii Pierre ex Lecomte & Leandri, 1949
- A. banaensae Phamh. 1996
- A. banaensis  P.H.Ho
- A. beccariana Tiegh. 1893
- A. brachyantha (Merr.) Hallier f.
- A. citrinicarpa (Elmer) Hallier f.
- A. crassna Pierre ex Lecomte, 1915
- A. cumingiana (Decne.) Ridl., det. Ding Hou, 1959
- A. filaria (Oken) Merr., 1950
- A. grandiflora Benth., 1861
- A. hirta Ridl.
- A. malaccensis, Lam., 1783, (sinonímia: A. agallocha e A. secundaria)
- A. microcarpa Baill.
- A. ophispermum Poir.
- A. parvifolia (Quisumb.) Ding Hou, 1960
- A. pentandra Blanco, 1837
- A. rostrata Ridl.
- A. rugosa K.Le-Cong & Kessler, 2005
- A. sinensis Gilg, 1894
- A. subintegra Ding Hou
- A. urdanetensis Hallier, 1922
- A. yunnanensis S.C.Huang, 1985